# 宜昌华溪蟹
宜昌华溪蟹（学名：Sinopotamon yichangense）为溪蟹科华溪蟹属的动物。在中国大陆，分布于湖北等地，多栖息于淡水环境中。该物种的模式产地在湖北宜昌、当阳。